# Sven Tumba
Sven Tumba (oft auch Sven „Tumba“ Johansson; * 27. August 1931 in Tumba als Sven Olof Gunnar Johansson; † 1. Oktober 2011 in Danderyd) war ein schwedischer Eishockey-, Fußball- und Golfspieler.

## Karriere

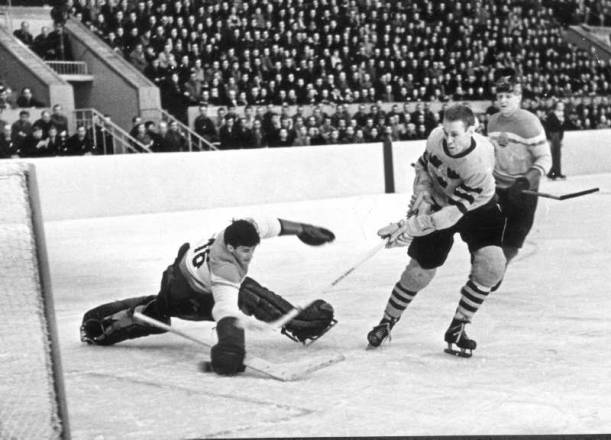
Sven Tumba bei der Weltmeisterschaft 1957

Während seiner aktiven Zeit bei Djurgårdens IF gewann er acht schwedische Meisterschaften im Eishockey und eine im Fußball. 1959 war er sogar gleichzeitig in beiden Sportarten Meister. Darüber hinaus errang Johansson drei Goldmedaillen bei Eishockey-Weltmeisterschaften.
Im Eishockey erzielte er in 354 Ligaspielen 366 Tore, außerdem absolvierte er 265 Einsätze in der Schwedischen Nationalmannschaft. Er wurde 1953, 1957 und 1962 Weltmeister, zweimal holte er die Vizeweltmeisterschaft und viermal den Dritten Platz. Bei den Olympischen Spielen 1952 gewann er die Bronzemedaille und 1964 die Silbermedaille. 1997 wurde er in die IIHF Hall of Fame aufgenommen. 
Tumba wurde nach seiner Profikarriere auch ein erfolgreicher Amateurgolfer und ein Golfplatz-Designer, der sowohl in Schweden als auch international viele Plätze entwarf.

## Erfolge und Auszeichnungen

### Eishockey

#### National
| - 1954: Schwedischer Meister mit Djurgårdens IF - 1955: Schwedischer Meister mit Djurgårdens IF - 1958: Schwedischer Meister mit Djurgårdens IF - 1959: Schwedischer Meister mit Djurgårdens IF - 1960: Schwedischer Meister mit Djurgårdens IF | - 1961: Schwedischer Meister mit Djurgårdens IF - 1962: Schwedischer Meister mit Djurgårdens IF - 1963: Schwedischer Meister mit Djurgårdens IF - 1964: Rinkens riddare |

#### International
| - 1952: Bronzemedaille bei den Olympischen Winterspielen - Bronzemedaille bei der Weltmeisterschaft - Goldmedaille bei der Europameisterschaft - 1953: Goldmedaille bei der Weltmeisterschaft - Goldmedaille bei der Europameisterschaft - 1954: Bronzemedaille bei der Weltmeisterschaft - Silbermedaille bei der Europameisterschaft - 1955: Bronzemedaille bei der Europameisterschaft - 1956: Silbermedaille bei der Europameisterschaft - 1957: Goldmedaille bei der Weltmeisterschaft - Goldmedaille bei der Europameisterschaft - 1957: Bester Stürmer der Weltmeisterschaft - 1958: Bronzemedaille bei der Weltmeisterschaft - Silbermedaille bei der Europameisterschaft | - 1960: Bronzemedaille bei der Europameisterschaft - 1961: Bronzemedaille bei der Europameisterschaft - 1962: Goldmedaille bei der Weltmeisterschaft - Goldmedaille bei der Europameisterschaft - 1962: Bester Stürmer der Weltmeisterschaft - 1963: Silbermedaille bei der Weltmeisterschaft - Silbermedaille bei der Europameisterschaft - 1964: Silbermedaille bei den Olympischen Winterspielen - Silbermedaille bei der Weltmeisterschaft - Silbermedaille bei der Europameisterschaft - 1964: Topscorer der Olympischen Winterspiele - 1964: Bester Torschütze der Olympischen Winterspiele - 1965: Bronzemedaille bei der Weltmeisterschaft - Bronzemedaille bei der Europameisterschaft - 1997: Aufnahme in die IIHF Hall of Fame |

### Fußball
- 1959: Schwedischer Meister mit Djurgårdens IF
- 1956: ein Spiel für die Schwedische Fußballnationalmannschaft gegen die Norwegische Fußballnationalmannschaft am 16. September.

### Golf
- 1970: Gewinn der Scandinavian International Match Play of Golf.
- 1970: Teilnehmer für Schweden bei der Eisenhower Trophy.
- 1973:Teilnehmer für Schweden beim World Cup.